# Василевський Ігор Едуардович
Ігор Едуардович Василе́вський (нар. 29 серпня 1956, Сталіно) — український графік; член Спілки художників України з 1993 року. Заслужений художник України з 2020 року.

## біографія
Народився 29 серпня 1956 року в місті Сталіному (нині Донецьк, Україна). 1976 року закінчив Кримське художнє училище імені Миколи Самокиша; 1985 року — Київський художній інститут, де навчався у Василя Чебаника, Андрія Чебикіна, Галини Галинської, Миколи Попова, Петра Чобітька.
2009 року нагороджений Почесною грамотою Фонду культури України. Мешкає у Сумах, в будинку на проспекті Михайла Лушпи, № 23.

## Творчість
Працює у галузі станкової графіки та станкового живопису. Серед робіт:
- «Карпатські спогади» (1990);
- «День» (1992);
- «Діалог» (1992);
- «Згадуючи Пуссена» (1994, офорт, акватинта);
- «Поле» (2006);
- «Конотоп» (2007);
- «Путивль» (2010)[3].

Бере участь в обласних, республіканських і зарубіжних мистецьких виставках з 1986 року. Персональна виставка відбулася у Братиславі у 1993 році. Деякі роботи художника зберігаються у Чернігівському художньму музеї.